# Amara fortis
Amara fortis är en skalbaggsart som beskrevs av Leconte 1880. Amara fortis ingår i släktet Amara och familjen jordlöpare. Inga underarter finns listade i Catalogue of Life.